# Parendacustes sanyali
Parendacustes sanyali är en insektsart som beskrevs av Bhowmik 1970. Parendacustes sanyali ingår i släktet Parendacustes och familjen syrsor. Inga underarter finns listade i Catalogue of Life.